# 日永地区
日永地区（ひながちく）は、三重県四日市市の地区の一つ。1941年に四日市市に編入された三重郡日永村の村域にあたり、四日市市役所日永地区市民センターの管轄区域である。

## 概要
四日市市の中心部の南方地域。日永地区は江戸時代の仏教文化の影響で四日市市内で一番寺院が多い地区で富田寺院地区より寺院が沢山存在すると言われている。国道1号が貫通している。国道23号も貫通している。JR東海関西本線と伊勢鉄道の南四日市駅が立地している。また、日永村の実業家の松岡栄太郎が創設した四日市あすなろう鉄道（内部線・八王子線）の日永駅、南日永駅、泊駅、追分駅などの駅が多数立地しているなど鉄道交通網が整っている。そのため、鉄道網沿いの日永地区の市街地化が進んだ。大型店も多い。
- 東海道（江戸時代）と伊勢街道が分岐する日永追分の所在地で、仏教寺院が多い地域である。奈良側・名古屋側・新宮側を結ぶ交通の要衝である。
- 鹿化川・天白川沿いの地区で昭和40年代に奇病の日永肝炎が発生した。

## 地理

### 面積
- 面積は7.23 km2

### 地形

#### 河川
主な川
- 鹿化川
- 天白川

## 歴史

### 沿革
- 三重郡日永村が1889年（明治22年）に成立する。
- 1941年（昭和16年）に四日市市に編入される。